# 박영선 (목사)

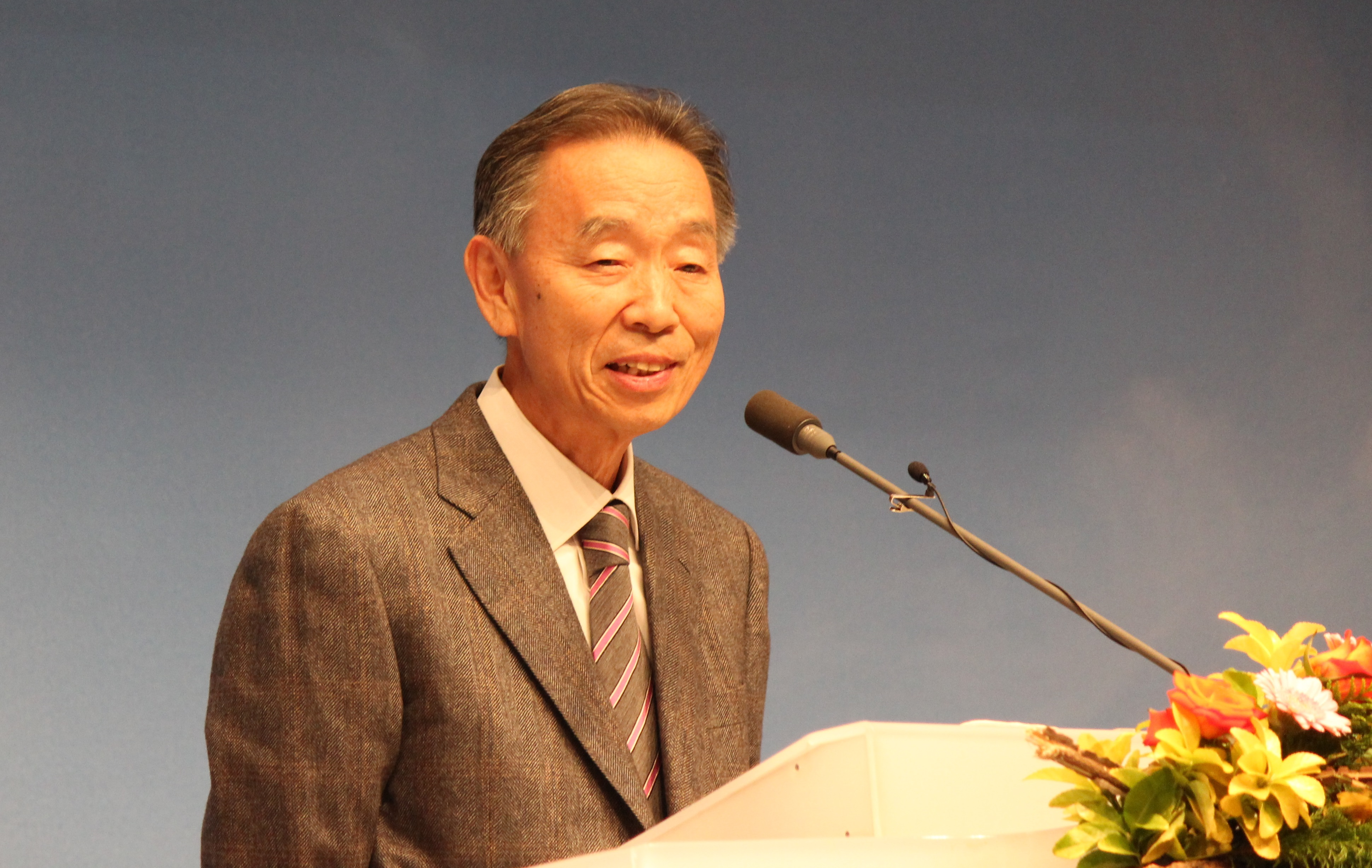
박영선목사, 남포교회 원로목사

박영선(朴永善, 1948년 11월 1일~ )은 대한민국의 개신교 목사이자 개혁주의 설교자, 신학자이다. 평안북도 구성에서 태어나 한양대학교 전기전자공학과에 재학 중 신앙적으로 회심하였으며, 총신대학교 신학대학원에서 수학한 뒤 1985년 서울 개포동에 남포교회를 설립하여 30년간 담임목사로 사역하였다. 대한예수교장로회(합신)의 초기 멤버이며, 합동신학대학원대학교의 석좌교수이다.

## 생애

### 생애 초기
박영선은 1948년 11월 1일 평안북도 구성에서 부친 박근식과 모친 백연옥 사이에서 3남 2녀의 둘째 아들로 태어났다. 박영선의 증조부때 기독교 선교사들을 따라 기독교 신앙을 갖게 되었다고 한다. 박영선의 어머니는 “보수적인 성품을 지녔으면서도 친화력이 있는” 인물로 전해진다.
박영선은 월남 이후 성도교회를 어릴적부터 출석하였다. 서울고등학교 재학시절 학교 밴드부에 소속되고 싶어서 자원하였는데 피아노가 기본인데 피아노를 못하여 다른 악기는 못하고 바리톤을 맡아서 했다고 한다.
한양대학교 전기전자공학과에 진학 후 3개월간 군대 훈련기간에 성경을 일독 한 후부터 지속적으로 성경을 읽기 시작했다. 이때 삶에서 어려움을 느끼는 것에 하나님은 잘못하는 것이 없다는 생각을 갖게 되었고, 곧 목회자가 되기로 결심하였다. 이때 한번은 성경만 읽으니 그의 아버지가 성경을 파뭍어버렸다고 한다.

### 목회
1972년에 목회자가 되기로 결심한 후, 1976년 총신대학교 신학대학원에 입학하여 김정우, 권성수 박사와 함께 공부했다. 한재호목사가 담임했던 후암동 장로교회 대학부 이후 1980년 목사안수를 받고 장경동이 재직했던 성도교회에서 고등부, 대학부를 지도하였다. 1982년 미국의 리버티 신학대학원으로 유학을 떠났으나, 그곳에서 존 헌터의 성화에 관한 설교에 크게 영향을 받아 설교자로의 부르심을 확신하며 유학 1년 만에 귀국했다.
이동원목사의 추천으로홍정길 목사가 창립한 남서울 교회에서 부목사를 하였다. 1985년 1월 서울 강남구 개포동에 남포교회를 개척한 이후 30년간 목회후 은퇴했다. 은퇴 이후 계속 격주로 설교를 이어가고 있다. 한국신학정보연구원 초대 이사장을 했으며 설교의 수준를 깊이있게 만든 전형적인 칼뱅주의 설교자로 평가받는다. ‘구원 그 이후’(1984,) ‘설교자의 열심’(1999), ‘믿음의 본질’(2008), ‘다시 보는 로마서’(2015) 등 신학서적 90여권을 출간하는 등 활발한 저술활동을 펼쳤다, 국내에서 강해설교가로 잘 알려져 있다. 옥한흠 목사, 이동원 목사, 곽선희 목사등과 더불어 한국의 유명한 설교가 중에 한 사람이다.
합동신학대학원대학원에서 실천신학 교수사역을 마치고 은퇴를 하였다. 2016년 설립된 일병목회연구소는 박영선 목사를 중심으로 성경과 신학과 목회를 함께 연구하고 한국교회 앞길을 모색하는 곳이다. 일병(一餠)은 박영선 목사의 호(號)로 오병이어 기적의 떡 한 덩이를 의미한다.

## 그의 신학과 설교에 영향을 준 인물들
그는 여러 신학자들로부터 영향을 받았지만 대표적인 사람들은 다음과 같다, 성경신학의 중요성을 알려준 박윤선 박사, 칼빈신학을 이해하게 한 신복윤 박사, 구약학자이자 음악박사인 김홍전 박사, 본문 중심의 강해 설교에 영향을 준 박희천 목사, 그리고 외국의 목회자로 마르틴 로이드 존스가 있다.

### 신복윤박사
그는 신복윤 교수의 제자로서 자신이 목회한 교회에 협동목사로 모시면서 함께 남포교회의 담임사역을 감당하였다. 합동신학대학원대학교 전 총장이었던 故 신복윤 원로목사 1주기 추도예배에서 설교를 전한 박영선 목사는 "신 목사님은 늘 넉넉한 신앙인이셨다"고 말하고, "평상시 아무런 불편함도 원망도 없는 표정을 늘 지으셨지만, 그리고 일이 생겨도 '괜찮아' 하셨지만, 찬송가는 늘 '죄짐 맡은 우리 구주'(369장)를 부르셨다"면서 "하나님 십자가 법칙, 망하는 것으로 죽는 그것으로 사망을 뒤집어 엎는, 부활을 만드시는 그 방식으로 삶을 사신 분"이라 했다. 박 목사는 "어려울 때 예수님이 너무 멀어 보이지 않을 때면, 신 목사님을 생각하며 견딘다"고 말하고, "(찬송가 가사처럼) 눈물 골짜기를 실지로 걸으셨던 분이신데, 그럼에도 불구하고, 주의 궁정에 소망을 둔 자가 하나님 기쁘신 뜻 아래 살아내야 하는, 눈물 골짜기에서 자신의 인생을 충성하신 그 깊이와 풍성함이 담긴 얼굴로 사셨다"면서 "지금도 어렵고 힘들 때, '괜찮아' 그 음성이 들리는 듯 하다"고 한다.

### 마틴 로이드 존스목사
그가 젋은 시절 외국원서를 통하여 일찍 만난 로이드 존스 목사에 대한 설명은 다음과 같다. 내가 로이드존스를 처음 만난 것은 신학교 1학년 때였습니다. 우연히 기독교 서점에 들렀다가 그의 산상설교집을 집어들고 훑어보게 되었는데, 손에서 다시 놓을 수 없을 만큼 매료당한 나머지 외상으로까지 구입하여 단숨에 읽어버린 기억이 지금도 생생합니다. 그 이후로 산상설교, 에베소서, 로마서, 목사와 설교 등의 로이드존스의 강해서들은 거의 다 빼놓지 않고 섭렵하였습니다. 그 당시 로이드존스에게서 받은 새로운 깨우침이자 나에게 큰 도전이 되었던 것은 무엇보다 인간을 진단하는 그의 분석력이었습니다.<예를 들면, 죄의 정체를 정확하게 짚어준 것이었는데 ‘죄가 성향이다’라는 언명은 나에게는 일종의 충격이었습니다. 죄를 본질과 성향의 차원에서 생각하지 않고 행위와 규범의 차원에서 생각하는 실수를 범하는 자체가 이미 하나님과의 관계를 떠나 인간 중심적으로 죄를 생각하는 증거가 된다는 것입니다. (로이드존스 저, 서문강 역, 에베소서 강해 2권: 영적 화해, 기독교문서선교회, 1982.)나아가 ‘죄가 성향’이라는 언명은 신앙의 실천에 있어서 정말 놀라운 통찰을 제공하였습니다. 이는 죄가 어떻게 거룩한 모습으로 위장될 수 있는가를 폭로하는 것이기도 하였습니다. 마태복음 6장에서 예수님께서 “사람에게 보이려고 그들 앞에서 너희 의를 행치 않도록 주의하라”고 경고하셨을 때, 예수님은 죄가 인간 본성에 깊게 뿌리박힌 성향이라는 것을 얼마나 기막히게 꿰뚫어 보신 것입니까.
1. 신학과 설교- "기독교의 본질을 오도하는 신학조류 및 신앙 행태에 내재된 허점을 날카롭게 찌르는 분석이었습니다. 예를 들면, 인간이성에 근거하여 진리기준을 세우려는 자유주의나 사회복음주의의 신학 조류가 성경해석을 얼마나 피상적으로 만들었는가를 지적할 때, 신학의 영향력을 실감케 하였습니다."
2. 설교의 원리- "설교가 기독교의 핵심 내용을 전해야 한다는 점에서 볼 때, 설교자들이 종종 성도들을 감동시키려는 의욕이 앞서는 것은 위험합니다. 설교란 스타일이나 테크닉이 아닐 뿐더러 감동이나 동의를 얻어내기 위한 것도 아닙니다. 설교는 하나님이 말씀하셨고 하나님이 필요하다고 하시며 하나님이 강조하시는 모든 것을 모두 전하는 데 일차적인 책임이 있음을 잊지 말아야 합니다. 설교에 부차적으로 따를 수 있는 감동도 단지 인간의 필요를 채워주는 해답을 줌으로써 일어나는 것이 아닌, 하나님의 뜻과 목적하심에 순종해야 하는 인간의 처지를 이해하고, 하나님의 요구가 참다운 은혜이며 복이라는 것을 깨닫는 차원에서 일어나는 것이어야 합니다."
3. 설교의 해석학적 원리- " ‘그러므로’를 통하여 그는 앞의 서술과 뒤따라 나오는 명령을 연결하여 성경을 볼 것을 강조하고 있습니다. 우리가 성경을 볼 때 성경의 말씀들이 일종의 격언이라고 생각하면서 교훈적인 문구를 찾는 데 집중하는 버릇이 있습니다. 그 결과 성경의 문맥 속에서 전체의 뜻을 추적하여 말씀 속에 녹아 있는 하나님의 인격성을 이해하는 것을 놓칠 때가 적지 않습니다. ‘그러므로’에 대한 로이드존스의 강조를 통하여 성경을 전체 문맥 속에서 살피는 안목과 이러한 안목에 기초하여 사고하는 법을 배울 수 있었습니다. 이러한 사고력의 결실로 나타난 것의 한 예로 마태복음 6장 33절에 대한 저의 해석을 들 수 있습니다"

### 김홍전
그는 김홍전 박사를 기독교 역사에서 10대 학자로 인정한다.
바울 이후로 어거스틴, 칼빈  이렇게 꼽아 나가다보면 김홍전 박사라고 한다. 이렇게 단언하는 것은 우습지만, 이를테면 우리나라에서  내로라 하는 신학자들을 다 제치고 이 분이 낄 정도로 신학세계가 방대하고 웅장한 분입니다.  아마 우리나라에서 유일하게 큰 대열에 끼는 분일 것입니다. 한 마디로 대단한 석학이십니다. 성경에 대한 안목이 보통 넓고 호방한 게 아닙니다. 그런데 이분도 안 유명합니다. 그 이유가 여러 가지 있겠지만, 글을 쓰실 때 의고체(擬古體)를 사용하셔서 읽기가 참 어렵습니다. 이분은 서울역 앞 후암동에 성약교회라는 교회를 설립하셨습니다. 그리고 옛날 총신에서 신약학을 가르치시던 최낙재 교수님이 이분에게서 사사하셨습니다. 저는 김홍전 박사의 책들, 특히 구약에 관한 책들을 아주 좋아합니다. 뛰어난 언어학 이해, 해박한 역사 지식 , 일관된 신학적 해석 , 이런면에서 이분을 따라올 학자가 없다고 보는 게 좋을 것 같습니다. 설교를 배우고 준비하는 신학생들에게 이분의 책을 권합니다. 이분의 설교는 흔히 말하는 설교가 아니고, 한 학기 강의를 요약한 것 같은 학문적 응축력이 있습니다. 그래서 설교라기보다는 구약신학, 아니 성경신학, 이렇게 말해야 할 분위기입니다. 이분은 설교를 통해서 신구약 성경신학을 아주 정리를 해버렸습니다. 설교의 한 부분만으로도 한 학기 분량의 강의가 될 것입니다.  마치 높은 곳에 올라가서 내려다보는 식으로 신구약 신학을 압축 요약했습니다. 이런 배경을 가지고 예수 그리스도께서 이 땅에 오신 의의를 풀어냅니다. 우리는 이분의 설교 자체를 평할 실력이 되질 않고, 또 평할 것도 없습니다. 이런 것은 그냥 받아들여서 배워야 합니다.

## 성경
요한복음 11:45-54를 중심으로 설교하면서 그는 성경은 질서에 근거한 하나님의 말씀이라고 한다. 또한 성경은 하나님이 자신의 일하시는 것을 보여준다고 한다. 이어 “만사형통, 사필귀정 등 인과응보적인 논리를 도덕과 명분으로 채색해서 기독교를 이해하지 말라. 그런 질서들이 깨져나가는 것을 우리는 분명히 알아야 한다”며 “그런 질서가 필요 없다기보다 그런 질서로는 담을 수 없는 내용이 있다는 게 성경이 증언 하는 바”라고 했다.
그러면서 “새로운 질서와 논리를 성경은 강조하고 있다. 바울이 스데반을 죽이러 온 사도행전 8장에서 스데반은 설교를 통해 이스라엘 사람들이 예수를 죽였다고 말했다. 생사가 갈리는 자리다. 우리는 스데반이 죽은 자리에서 하나님의 영광이 드러났다고 쉽게 말한다”며 “그러나 스데반은 하나님의 영광이 죽고 틀린 것처럼 보이는 자리에 담겼다. 신앙에서 어려운 일은 이해가 되지 않은 일을 당할 때다. 우리의 이해와 질서의 근거는 잘한 사람이 복을 받는 것”이라고 했다.
박 목사는 “성경의 질서는 기존의 질서를 오히려 덧씌우고 있다. 로마서 9장은 에서와 야곱이 쌍둥이로 낳을 때 하나님은 처음부터 에서보다 야곱의 편을 드셨다고 나왔다”며 “모세가 출애굽을 위하여 보냄을 받았을 때도 모세와 바로의 역할이 하나님에 의해 작정돼서 출애굽을 연출할 수 있었다”고 했다.
그러면서 “출애굽은 모세를 영웅화하는데 관심 없다. 하나님이 10가지 재앙을 베풀었어도 바로를 항복시키지 않으셨다. 바로는 매번 권력의 자리에서 힘을 썼다. 10번이나”라며 “말하자면 하나님은 바로를 꺾어서 애굽을 멸하시고 이스라엘을 그 자리에 둬서 천국을 세우시지 않는다. 바로는 권력을 잃지 않고 그 자리에 여전히 서 있었다. 다만 변한 사람은 모세였다”고 했다.
박 목사는 “모세는 불평과 원망에서 ‘너희는 가만히 서서 우리 하나님께서 베푸시는 구원을 보라’고 홍해 앞에서 선포한다. 출애굽은 모세를 만드는 사건”이라며 “우리 인생을 보라. 세상 권력과 유혹과 공포는 꺾여도 다시 일어난다. 우리를 결국 죽음으로 몰 것이다. 그러나 그 죽음은 죽은 것이 아니라 부활의 문을 열고 우리가 기대한 것보다 더 큰 것을 거두시는 하나님의 기이한 사건”이라고 강조했다.
이어 “바울은 고린도 교인들을 향해 ‘너희는 기독교의 전복, 우리가 만들 수 없는 질서에 들어와 있으면서 그 약속과 소망을 외면하고 다시 예전으로 들어간다’고 꾸짖었다”며 “바울은 십자가의 도를 ‘믿지 않는 자에게는 미련한 일이요, 믿는 자에게는 하나님의 지혜이자 권능’이라고 했다. 우리가 종종 기도하면서 이 문제를 해결해달라는 기도에 하나님이 응답하지 않는 이유를 원망하고 절망할 수 있다. 그러나 하나님은 발버둥 치는 그것이 일이라고 하신다. 그것 없이는 여기로 올 수 없다고 하나님이 말씀 하신다”고 했다.
그러면서 “히브리서 5:8절에서 고난은 온전하게 되는 필수적 과정이다. 우리가 할 일은 순종이다. 순종은 굴복이 아니다. 믿음”이라며 “불만족의 하루와 원망의 지금 속에서 하나님은 일하고 계신다. 하나님은 우리에게 ‘믿음을 가지고 이것이 뭘 만드는 지 따라와 봐’라고 하신다. 이렇게 말하는 것이 기독교다”라고 역설했다.

## 신학
과연 신학의 기준은 어디에 있는가? 라고 묻는다. 하나님에게 인가, 아니면 인간에게 인가? 여기에 하나님과 학문의 대립이 있다. 계시와 인식의 대립이 있다. 사실과 의미의 대립이 나타난다고 한다. 그러므로 하나님이 학문의 대상일 수 없다. 곧 신학이 하나님을 대상으로 연구하는 학문이 아니라고 한다. 하나님이 존재하기 때문에 신학이 존재하는 것이라고 한다. 마찬가지로 계시가 있기 때문에 인식을 필요로 한다. 인식을 위해 계시가 존재하지 않는다. 사실이 있기 때문에 의미를 가지게 된다. 의미를 가지기 위해 사실을 요구하는 것이 아니다. 이 관계를 정확하게 알아야 한다. 이것은 하나님에게 주도권이 있음을 의미한다고 한다.

### 하나님
- 창조주 하나님은 모든 경우, 모든 조건, 모든 사람, 모든 시대에 하나님은 성실하시고 자비롭고 긍휼하시고 복음 주기 원하시는 하나님이다.
- 하나님은 인류 역사를 전부 사용하셔서 자기의 뜻을 펼쳐 보이는 분이다.
- 하나님이 나를 만드시고 사랑하신다를 믿는다.그는 “내가 믿는 기독교를 나는 정말로 사랑한다”며 “이 세상 모든 종교에서 말하는 신은 공포의 대상이지만, 기독교의 하나님은 용서·사랑·은혜 등의 단어로 대변된다. 나는 성경이 통째로 지어낸 이야기라 하더라도 기독교를 믿겠다. 기독교에서 말하는 하나님보다 더 좋은 신이 이 세상 어디에 있겠느냐”고 했다.[14]
- 하나님은 인생의 시행착오를 통하여 모든 것이 협력하여 선을 이룬다는 섭리를 주장한다.
- 하나님은 죽음에서 생명을 만드시는 분이다. 그것이 바로 부활 사건이다. 하나님은 창조주이시다. 그 하나님은 폭풍가운데서 욥에게 말씀하신다(욥 40:6). 그때 하나님은 자신이 창조하신 천지만물을 욥에게 보이신다. 그러자 비로소 욥은 “주께서는 못 하실 일이 없사오며 무슨 계획이든지 못 이루실 것이 없는 줄 아오니 무지한 말로 이치를 가리는 자가 누구니이까 나는 깨닫지도 못한 일을 말하였고 스스로 알 수도 없고 헤아리기도 어려운 일을 말하였나이다”(욥 42:2-3)라고 실토하면서 “내가 주께 대하여 귀로 듣기만 하였사오나 이제는 눈으로 주를 뵈옵나이다 그러므로 내가 스스로 거두어들이고 티끌과 재 가운데에서 회개하나이다”(욥 42:5-6)라고 고백한다. 눈을 들어 하늘을 보라. 그리고 땅을 보라. 그리고 그 세계 안에 있는 만물을 보라. 이것들을 있게 하신 분이 하나님이시다. 그리고 그보다 더 놀라운 일이 있다. 바로 사망으로부터 생명을 가져오시는 분이시다. 곧 부활 사건이 그것이다.[15]
- 하나님은 주권자이시다. 구약에서 볼 때 이스라엘의 역사는 거듭해서 실패하는 것으로 나타난다. 그러나 우리는 이스라엘의 실패한 역사 속에서 하나님은 어떻게 자신을 드러내셨지를 보아야 한다. 하나님은 이스라엘과 역사 속에서 충돌을 통해 자신을 보이셨다. 그것이 바로 계시였으며 이 계시는 전인격적인 성숙을 그 목적으로 주어졌다. 이것이 바로 하나님 주권 사상이다. 이 하나님의 주권 사상은 context와 text 자체, 또 이해와 설득이 모두 하나님께만 의존되어 있다는 것을 의미한다. 따라서 역사의 내용과 사실보다 우선하는 하나님의 존재와 속성에 근거하고 그에 대해 감사하는 것이다. 이에 대하 바울은 “이는 만물이 주에게서 나오고 주로 말미암고 주에게로 돌아감이라 그에게 영광이 세세에 있을지어다 아멘”(롬 11:36)이라고 고백하고 있다. 이 놀라운 하나님의 주권 사상은 야곱이 경험한 벧엘 사건을 통해서 이미 확인된 바 있다. 창세기 28장 10절 이하에서 하나님은 자신을 야곱에게 조상의 하나님이라고 증언하신다. 야곱에게 하나님은 아브라함의 하나님이시며 이삭의 하나님이시다. 조부와 부친의 하나님 곧 과거의 하나님이시며, 동시에 야곱의 하나님 곧 현재의 하나님이시며, 그 하나님께서 조상들에서 하신 약속을 실행하실 것이라고 약속하신다. 여기에서 그 하나님은 미래의 하나님이시기도 하다.[16] 그는 말하기를 누구든지 신앙을 갖게 되면, 하나님께서 전지전능한 신이라 우리는 그에게 항복해야 한다고 한다. 인격적이고 전인적으로 모든 삶의 영역에서 근본적인 항복이 없다면 기독교 신앙은 존립할 수가 없다고 한다. 그런 차원에서 하나님의 절대 주권을 강조하는 한다. 하나님의 계획과 경륜과 목적, 그리고 그것을 이루시는 방법 등에 대한 근본적인 항복을 하나님의 절대 주권이라고 주장한다.
- 하나님을 도덕성이나 종교성으로 이해할 수 없다. 하나님은 선하시고, 긍휼하시고, 전능하시고, 우리 기도에 응답하시며, 우리에 대해 적극적인 호의를 가지신 하나님이시고 사랑한다고 약속하시는 분이다.[17]
- 그는 기독교의 하나님에 대하여 다음과 같이 설명합니다. "기독교 안에서도 자주 견해가 갈리는 핵심 내용 중 하나가 '하나님께서 일하신다'는 것입니다. 다른 종교들에서는 인간이 신을 설득해야 합니다. 그것까지도 인간의 책임입니다. 하지만 기독교에서만이 하나님께서 인간을 설득하십니다. 하나님께서 먼저 일하시고 우리에게 복과 승리와 영광을 약속하십니다. 그런데 하나님께서는 예나 지금이나 우리가 아닌 당신께서 원하시는 걸 하십니다. 이스라엘은 그것을 납득하지 못해서 계속 타협안을 내거나 하나님을 기만합니다. 대표적인 것이 우상숭배입니다.하나님께서는 신실하셔서, 이스라엘이 기만할 때 그들을 바벨론에게 멸망당하게 하십니다. 죄와 타협하지 않으신다는 것입니다. 이스라엘이 바벨론에 포로로 끌려간 뒤 우상을 숭배하지 않게 됐는데, 그러고도 많은 시간을 낭비하고 나서야 예수께서 오십니다. 로마서 5장 8절 식으로 이야기하면, 우리가 아직 죄인 되었을 때에 우리를 위하여 사랑을 확증하셨습니다. 우리와 의논하지 않으시고, 우리의 간구에 반응하시는 것도 아니며, 최후의 방법도 아닙니다. 예언된 메시야입니다.[18]

### 하나님의 속성
- 하나님의 거룩성- 로완 윌리엄스를 따라서 거룩을 세속과의 분리라는 개념보다는 하나님과의 연합을 통해 우리가 거룩함을 추구할 수 있다고 한다. “하나님의 거룩은 그분이 우리와 멀리 떨어진 상태로 이해되는게 아니다. 예수님이 우리에게 직접 찾아오심으로 그분의 거룩이 정의 된다”고 했다. 이어 “우리는 거룩을 신앙에 대해 완벽히 책임지려는 태도보다도, 예수님의 성육신처럼 하나님 아버지를 드러내고 그분의 뜻을 행하러 온 것으로 이해해야한다”며 “하나님은 바로 연합을 통해 우리가 거룩함을 추구할 수 있다고 했다”고 했다. 그러면서 “이는 우리가 하나님께 갚아드리는 의미로서 일을 하는 개념이 아니”라며 “예수님이 세상에 오셔서 죄인을 구하셨고 스스로 죄인이 되셨던 것처럼, 거룩은 성자 예수님의 역할을 짊어지고 세상에 참여하는 것이다. 거룩은 성과 속이라는 분리의 개념이 아니다. 세상의 못 볼 것을 직접 보면서도, 하나님의 은혜와 능력을 덧입어, 세상을 당신의 뜻대로 고치고 회복하라는 뜻으로 살라는 것”이라고 했다.[19]

### 하나님의 뜻
먼저 그는 잘못된 이해를 지적한다. 그것은 주술적으로 종교를 인식하는 잘못이라고 한다. 금욕적이거나 자기희생에서 하나님의 뜻을 찾을 수 없다고 한다.
- 잘못된 이해

박영선 목사는 “하나님의 뜻을 질문할 때 우리 스스로가 가지는 막연한 정답이 있다. 그것은 일반적으로 행복이고 안심, 평안, 부담이 없고, 걱정거리가 없고 갈등이 없는 것”이라며 “그래서 그것은 도덕성이나 종교성을 가진다. 종교성을 가질 때는 주술적인 의미로 이해된다. 가령 빌면, 신이 나를 안심시켜주고 해결해준다는 것”이라고 했다.
또 “도덕성은 우리 안에 있는 양심과 정신에 안심을 주는 것이다. 이런 것을 하나님의 뜻으로 생각하고 질문과 소원을 가진다. 그러나 성경이 말하는 하나님의 뜻은 하나님이 창조주며, 하나님이 만드신 것을 우리가 다 아는데 평생이라는 시간을 넘어버린다는 것”이라며 “(때문에) 인생에서 도덕성이나 종교성 가지고도 답이 안 나온다. 그 갈등과 자책감이 커지면 극단으로 간다. (가령) 금욕적이 되든지, 자기희생적으로 가서 하나님의 답을 찾으려 한다”고 했다.
그는 “우리 사춘기 시절을 봐도 (그렇다.) 분명한 답이나 방향 혹은 실체를 하나도 모르면서 지금 있는 것으로는 답이 안 돼서 반항하고 울부짖는 데로 간다”며 “답을 못 찾고 자살을 하거나 비난하고 모든 것에 무조건 반대한다”고 했다.
- 올바른 이해

박영선 목사는 “그러면 답이 뭐냐면, 나이가 들어야 한다. 이는 체념이냐 외면이 아니다. 하나님께서 우리의 나이, 우리 인생 여정 속에서 문을 하나씩 열고, 우리에게 선택의 기회를 주시고 우리의 선택과 하나님이 요구하신 것 사이의 괴리나 모순을 경험 한다”며 “우리는 하나님이 해결사여야만 하고, 내 문제에 대답하셔야만 한다는 생각 때문에, 열심 있는 신앙이라는 조건과 하나님의 능력을 결합시켜 답을 얻을 수 있다고 생각한다. 하지만 실제로 신앙생활은 답이 없다”고 했다.
그는 “하나님은 감동도 주시고 확신도 주셨다가 다시 또 다른 난제에 부딪혀서 앞에 있던 경험이 무슨 소용이 있나싶은 길을 걷게 하신다”며 “가장 중요한 점은 하나님은 선하시고, 긍휼하시고, 전능하시고, 우리 기도에 응답하시며, 우리에 대해 적극적인 호의를 가지신 하나님이시고 사랑한다고 약속하시는 것”이라고 했다.
이어 “그 약속이 현실이 되기 위해서는 우리는 도덕성, 종교성이나 윤리적 혹은 현실적인 답을 요구하지만 그것이 답이 되지 않는다는 걸 알아야 한다. 일시적인 만족이 답이라고 생각했는데 그것이 아닌 것이 인생”이라며 “차근차근 인생의 계단을 밟고 올라와서 다른 문을 두드리고 더 높은 길로 가는 과정이 고속도로 같이 되어있지 않고 이리저리 방황하고 시행착오를 겪으면서 우리의 분별, 선택, 책임 같은 것들을 만드는 게 하나님의 뜻이다. (다만) 신자 된 인생이라는 게 하나님 없이 혼자 방황해야 되는 것이 아니”라고 했다.
그러면서 “하나님에 대한 기대와 하나님을 잘 모르면서 내게 무얼 요구하시는지 답하고 싶은 의욕도 있지만 잘 되지 않는, 그 갈등들이 종합해서 만들어 내며 더 놀라운 자리로 나아가는 게 하나님의 뜻”이라고 했다.

### 인간
- 하나님은 인간에게 자발적 항복을 원하신다. 자발적으로 하나님께 나가길 원하신다.
- 인생은 수동태이다.
- 인간의 정체성을 하나님의 존재로 알게된다. 하나님이 인간을 창조하시고 사랑하신다.
- 인간의 책임성을 하나님의 주권과 동시에 강조한다. 그는 다음과 같이 균형있게 말한다.

하나님의 주권과 인간의 책임에 대한 공감할 만한 신학적 결론이 아직 내려지지 않았습니다. 때문에 교리상이나 교파 간의 차이를 서로 인정하고 존중합니다. 하나님의 주권이란 하나님의 능력과 계획과 작정에 관한 것입니다. 그것이 모든 피조물의 근거와 질서와 운명입니다. 인간의 자유 의지와 책임은 인간 자신의 결정입니다. 인간은 피조물이기 때문에 자기 밖에서 자신을 볼 수 없습니다. 인간은 자신의 선택으로 운명을 결정할 수 있는 존재가 아닙니다. 예를 들면 우리가 눈을 감을 수 있지만 눈을 감는다고 태양이 없어지는 게 아닙니다. 인간이 사물을 이해하는 합리성에는 논리적 한계가 있습니다. 하나님이 우리를 구원키로 작정하셨는데 내가 이를 거부하면 어떻게 되는가? 캘빈의 주장에 의하면 하나님의 은혜는 불가항력적이기 때문에 인간이 거부할 수 없습니다. 그렇다고 하나님은 인간을 기계처럼 조정하시지 않습니다. 하나님의 형상으로 인간을 창조하셨다는 것은 우리가 하나님의 일부분이거나 부속물이란 뜻이 아닙니다. 인간은 독립된 존재입니다. 하지만 우리의 선택과 결정이 각자에게 영향을 끼치지만 그것이 절대적이지는 않습니다. 우리의 선택이 옳으냐 그르냐보다 하나님께서 은혜를 베푸시느냐 베푸시지 않느냐가 더욱 결정적입니다. 하나님은 그의 절대적인 작정에 순종하시길 바라시기 때문에 우리를 설득하십니다. 따라서 하나님의 작정이 우리의 순종으로 이어져야 합니다. 그래서 저는 하나님의 주권과 함께 인간의 책임을 강조합니다.
- 타락한 인간은 하나님을 부인할 뿐만 아니라 그를 대적하여 그의 자리를 넘보는 자이다.

## 기독론
- 예수 삶의 교훈들 - 박영선 목사는 “인간의 명예와 자랑이 폭력과 공포, 비난과 심판이어서는 안 된다. 우리는 위로하고, 용서하고, 품고 옆에 서고 사랑하는 것”이라며 “이것이 하나님이 오늘 우리에게 주신 예수의 생애다. 예수는 당신의 우월감을 증명하기 위해 공포에 불어 넣으신 삶이 아니다. 공생애의 삶이다. 짐이 아니고 영광의 삶이었다”고 했다.[22]

### 성화론
- 그는 많은 사람들이 성화(聖化)에 대해 ‘고상한 신학 이론일 뿐, 삶 속에서 실제로 경험할 무엇은 아닌 것 같다’고 고민하는 데 대해선 “근본적인 문제는 성화를 도덕성과 종교성이라는 척도로 재기 때문에 나아진 게 없게 없어 보이는 것”이라며 “루터와 웨슬리, 오순절이나 신비주의자들과 달리, 개혁신학에서는 천만 뜻밖에도 성화를 ‘그리스도와의 연합’이라고 한다”고 설명했다. 그는 “예수와 함께 실제로 죽은 것처럼, 예수를 믿으면 모든 성도들에게 성령께서 오셔서 그리스도의 몸으로 연합하게 된다”며 “여러분을 부르시고 예수를 믿는다고 고백하게 하신 그 능력이 평생 함께하시지, 나갔다 들어왔다 하는 게 아니다”고 했다.또 “성화는 확인하는 게 아니라 하나님께서 하시고 성령께서 인도하시는 것”이라며 “우리는 자신이 신앙을 제어한다고 생각하지만, 하나님은 우리의 결심과 능력보다 크시다”고 강조했다. 그러나 “이렇게 얘기하면, 그나마 (성화를 위해) 노력하던 것도 안 한다”며 “고쳐서 하려면 더 힘들기 때문에 아예 처음부터 잘못 배우지 않는 게 나을 수 있는데, 이 부분을 잘 알아들었으면 좋겠다”고 했다. 스스로 성화에 대해 확인할 수 없으니 안심하기 위해 자꾸 뭔가 조작하려 한다는 것이다. 그는 “예수 안 믿으려고 발버둥쳐 보시라, 불가능하다”며 “성령이 아니면 할 수 없는 고백이요 그 자리”라고도 했다.[23]
- 성화란 자기 의를 깨뜨리고 전적으로 하나님 아버지에게 의존하는 것이라고 한다. 성화가 무엇인지, 어떻게 이뤄 갈 수 있는지를 다음과 같이 말한다. 그는 인간의 진심이나 열심이 아니라 하나님이 이루시는 '성화의 신비'를 강조하고 있다. "하나님은 우리의 진심을 그냥 받으시는 것이 아니라, 우리가 그 진심을 이룰 힘이 없는 것까지 꼬집고 들어오십니다. 우리의 고백과 헌신과 열심과 충성은 늘 물거품이 되어 순전히 죄인들이나 저지르는 실패의 자리에까지 떨어지곤 합니다. 이에 대하여 우리는 소스라쳐 놀랍니다. 이런 현실에서 우리는 무엇을 깨우쳐야 합니까? 처음부터 끝까지 우리에게는 하나님의 은혜가 필요하다는 사실을 배우는 것입니다. 베드로를 훈련하신 것과 동일한 내용으로 모든 성도를 훈련하십니다. 우리에게 필요한 것은 진심도 아니며, 열심을 내는 것도 아니며, 오직 주께 매달리는 것입니다. 지식과 방향과 방법과 내용과 실천과 성취, 이 모든 것을 주께 의존하는 은혜를 구해야 합니다. 다른 표현을 쓰자면 자기 의가 깨져야 합니다. 자기 의란 자기 안에 신앙적 근거와 능력이 있다고 생각하는 것입니다." (10장 '베드로, 진심이 실력인가', 188~189쪽)[24]

### 믿음
믿지 않는자와 믿는자의 차이점이 무엇인가라고 묻는다. 그는“신자와 불신자의 차이가 무엇입니까? 불신자는 끊임없이 하나님 탓을 합니다. 내가 하나님을 믿지 않는 것은 하나님이 죄를 만들고 환경을 이렇게 만들었기 때문이라고 말합니다. 신자는 무엇이 다릅니까? 그는 이렇게 말합니다. ‘하나님, 이렇게 된 것은 전부 저의 책임입니다. 저의 죄 때문입니다. 제가 잘못한 것입니다. 그럼에도 불구하고 저 같은 인간을 어떻게 그토록 사랑하십니까?’ 신자는 이러한 결론을 가지고 사는 사람입니다. 하나님의 은혜를 곰곰이 생각하고 놀라는 사람입니다(신자와 불신자의 차이).”라고 한다. 그는 믿음이란 무슨 뜻이겠습니까? 원인이 없는데 결과만 있는 법칙입니다. 세상에 없는 법칙입니다. 그것을 믿음이라고 합니다. 믿음이란 원인이 없는데 결과가 생긴 것을 말합니다. 이것은 행위가 아닙니다. 행위란 나에게 생긴 결과는 언제나 나에게 원인이 있어야 하는 것입니다. 그렇지 않고 생긴 결과를 믿음이라고 합니다(구원의 믿음).”
“신앙이 좋다는 것은, 수도꼭지에서 쏟아진 물기둥이 욕조 전체를 넓게 채워 나가는 것처럼 되는 것입니다. 쏟아지는 물기둥은 고드름이 달리듯 서 있는 것이 아니라 욕조 전체를 채우는 것입니다. 따라서 신앙이 좋다는 것은, 한 인간이 갖는 전 인격과 전 존재와 전 사고와 전 습관과 버릇에 녹아 있는 그 수준에서 평가받는 것이며, 단지 높은 기둥 하나로 평가받는 것이 아닙니다. 이 점을 명심하여 우리의 신앙을 드러내 보이되 이 세상을 살면서 동원해야 하는 모든 것들, 생각과 열심과 무슨 힘과 부딪혀야 하는 모든 사건들에 다 스며들게 해서 여러분의 욕조를 채워야 합니다(믿음과 일반은총).”. 그는 “믿음이란 인과율(因果律)이 아닙니다. 신앙이란 하나님과의 인격적 관계입니다. 신앙이란 하나님을 아는 것입니다. 신앙이란 자신의 무능을 아는 의존성입니다.”라고 말한다.

### 인격적 성화론
구약학자 김정우 박사는 인격적 성화론을 박영선 목회신학의 중심으로 본다. 인격적 하나님께 사로잡혀 그리스도를 닮아가는 하나님의 자녀상이 바로 인격적 성화라고 한다.

## 세계관
그의 세계관에 대한 이해는 이론적이며 추상적인 것이며 자연주의 세계관이 아니다. 오히려 철저하게 그의 인간 삶의 체험을 통하여 창조주에 대한 소망에서 나타난 세계관이다.

### 정의
박영선 목사는 다음과 같이 세계관을 정의한다. “사람은 태어나면 자기가 어느 콘텍스트에 들어가 있는 지를 안다. 환경, 역사, 시간과 공간 속에 들어오면 이를 벗어날 수 없다. 내가 속한 곳이 어떤 곳인가? ‘여기에서 어떻게 살아야 하고 운명이 무엇인가’란 생각이 바로 세계관”이라며 “왜 모두가 자살충동을 느끼느냐면 우리 모두가 자연주의적 세계관을 가지기 때문이다. 불교는 생로병사라고 말한다. 이것이 우리의 현실이다. 바닷물에서 수영을 하다 물이 짠 것처럼 생은 고통스럽고 결국 죽으니까, 살다 힘들면 어차피 죽으니까. 그 고난을 감당할 만한 그 다음이 없는 것”이라고 했다.

### 창조와 자연주의 세계관 거부
인간은 창조주 하나님의 작품이라고 한다. 그는 “인간은 모든 조건에 금방 익숙해진다. ‘원래 그런 것이야’ 등의 체념, 분노가 나온다. 진지하게 생각하는 사람들도 진지하게 생각하지 않고 조급한 마음으로 차근차근 풀어가야 할 질문과 도전에 대응하지 않는다. 힘들게 되면 확 죽음을 생각 한다”며 “(그러나) 기독교 세계관을 가진다는 건 자연주의 세계관과 엄청나게 다르다. 모든 존재가 창조됐다는 것이다. 창조한 분이 하나님이시고, 하나님이 창조주라는 게 권력과 운명에 관한 이미지보다 (인간이) 하나님의 작품이라면 오죽 멋있는 작품이겠느냐는 것”이라고 했다.
이어 “(우리는) 하나님이 지나가다 집어 던진 물건이 아니고 하나님이 자기 형상대로 만든 존재이며 우리를 시간과 공간 속에서 살게 하신다면 더 좋은 목적을 가지고 계신다고 기대하는 게 기독교”라며 “(그러나) 성경은 창조와 구원과 영생을 이야기하지만 ‘왜 그 속에 고난이 있느냐’라는 것이다. 일반 자연주의 세계관은 결국 죽으니까 사는 것을 치열하게 생존경쟁 등으로 간다. 그러나 이긴 게 이긴 건 아니고 진건 더블로 진 것”이라고 했다.

### 기독교 세계관으로서 소망
잘못된 이원론적 종말론적 배제하고 자연주의적 관점이 아닌 로마서 8장 28장이 말하는 모든 것이 협력하여 선을 이루는 인생관을 말한다.
자살과 관련된 질문에서 박 목사는 “그러나 기독교는 소망을 가진다. 소망은 적극적인 개념이다. 모든 부정적이고 절망적인 상황들이 결과적으로는 유익하고 승리와 성공, 감사와 찬송이라는 결과를 가질 것이다. 그것이 소망”이라며 “소망은 기독교 세계관이다. 막연하지 않다”고 했다. 또 “자살은 그런 의미에서 자연주의 세계관에 입각하면 태어난 게 벌이라고 본다. (그러나) 창조는 한 번의 우연한 행위가 아니라 죽음이 끝인 것과 정반대로 창조란 삶이 계속 자라고 무성해지는 것”이라며 “로완 윌리엄스가 ‘하나님은 언제든지 새로운 창조로 우리 인생에 개입할 수 있다’고 말씀하셨다. 나한테 일어나는 일들이 로마서 8장 28장와 같이 ‘우리가 알거니와 하나님을 사랑하는 자 곧 그의 뜻대로 부르심을 입은 자들에게는 모든 것이 합력하여 선을 이루느니라’(처럼), 이런 것들이 우리 인생관들 이어야한다”고 했다. 인간의 모든 삶이 기독교인들을 하나님의 사람들로 만든다고 한다.

## 문화관
‘맘몬의 문화’에 대해서는 “요즘 영화를 보면 돈 아깝다는 생각밖에 안 든다. 화려하고 비싼 컴퓨터 그래픽과 의상들로 꾸며 겉은 번지르르하지만, 고민도 내용도 긴장감도 없다. 진지한 컨텍스트 구축을 찾아볼 수 없다”며 “예수 믿는 것은 정반대다. 아무도 모르는 사람이 허름하게 입고 나와서 진주와 같은 말씀을 베푸는 것”이라고 했다.
문화와 관련하여 그는 다음과 같이 말하였다.
미국에서는 1960년대쯤 그런 시기를 심하게 겪었습니다. 히피문화가 유행하고 반기독교운동이 일어났는데, 그때 가장 유행한 말이 '너 자신을 믿으라'였지요. '마이 웨이'라는 유명한 영화도 있지 않습니까? 보통 그것은 마피아들이 많이 쓰는 말입니다. 그때쯤 미국에서는 기독교가 쇠퇴하고 그 생명력을 크게 도전받기 시작했습니다. 미국은 1950년대부터 부유해졌습니다. 희한하게도 가장 잘살던 시절에, 생명과 진리가 찬란하게 빛나는 것이 아니라 각 사람의 관심에서 멀어지고 소비와 유흥이 가장 중요한 주제가 됩니다. 그러면 모두 다 썩습니다. 그 시기 유명한 배우가 제임스 딘이었는데, 그가 출연한 유명한 영화 중 하나가 '이유 없는 반항'입니다. 미국에서 부모들이 자식들에게 가장 잘해줬던 시절이었는데도 젊은이들이 반항하는 것입니다. 제임스 딘이 영화 속에서 온갖 못난 짓을 다 하는데, 젊은이들은 다 거기에 열광했습니다. 그때는 그렇게 분풀이하고 보이는 가치에 집중하는 것밖에는 자존심을 달랠 방법이 없었으니까요.
사실 하나님께서 인간에게 주신 가장 큰 특권 중 하나가 영혼의 갈증입니다. 예수를 믿건 안 믿건 모든 인생들이 그 과정을 지나갑니다. 그러던 중 '하나님께서 만나 주셔서 답을 찾게 하시는 은혜'를 누리는 이들이 기독교인입니다. 보이지 않는 영원하고 진정한 가치를 보이는 존재와 자신의 인생 속에서 구현하는 것, 세상이 겁을 주고 속이는 가운데서 창조주와 생명과 진리와 영광을 가진 자가 살아내는 것, 이것이 신앙생활입니다."
그는 동성애에 대해서는 강하게 반대한다. "진리 문제에 속하는 것은 합의해 줄 수 없습니다. 죄는 죄입니다. '너희는 죄짓지 않느냐'구요? 우리도 짓습니다. 그러나 거짓말을 할 수밖에 없는 경우가 있는 것과 거짓말을 합법화하는 것은 다른 문제입니다. 결혼이라는 것은 성이 다른 한 남자와 한 여자가 하는 것입니다. 지금은 여론과의 싸움입니다. 동성애자들이 동성애는 죄가 아니라고 해서 양심적·도덕적 가책을 면하겠다는 것인데, 교회는 그렇게는 해 줄 수 없습니다. 우리는 권력기관이 아니지만, 그 말을 해야 하는 유일한 지위를 갖고 있습니다."

## 설교관
설교는 방법도 기술도 아니라, 설교는 하나님이 우리 인간들에게 찾아오시는 것이라고 한다. 하나님께서 말씀으로 우리를 찾아오신다는 것은 직접적이고 전인적인 관계를 뜻하며, 하나님께서는 설교를 통한 전달된 복음의 능력으로 사람을 바꾸고, 그의 뜻을 우리 안에서 완성한다고 한다. 따라서 설교는 하나님께서 전인격적으로 우리를 굴복시키는 최선의 방법이라고 한다. 그래서 설교자는 설교에 열심을 내도록 주장한다. 설교에서 가장 중요한 것은 하나님의 임재를 경험하는 것이다. 이것은 우리의 기술이나 정성으로 가능하지 않으며, 하나님께서 그렇게 하시면 그만이라고 한다.
그는 설교는 부모(목회자)가 성도들에게 해주는 일용할 양식이며 밥이다. 설교에는 은혜가 있다. 우리가 조작할 수 없는 것이며 하나님이 담아 주시는 것이다. 강해설교가인 박영선 목사는 다음과 같이 강해설교를 말한다.
나는 강해설교를 하고 있다. 강해설교는 본문이 가진 메시지를 성경이 말하는 대로 전달하는 것이다. 여기에는 설교자의 고뇌가 필요하다. 본문이 가진 역사성과 현재 상황 사이의 갈등을 어떻게 풀어낼 것인가 하는 고민이다. 설교자는 매번 어떤 청중 앞에 서는가. 청중은 해결을 요구하고 편안함을 달라 하며, 목사에게 훌륭한 것을 보여 달라고 한다. 설교자는 이런 청중의 요구를 통과할 수 있어야 한다. 자기 성질을 부려서는 안 된다. 말씀으로 청중의 요구를 꿰뚫어야 한다.
- 설교가 성경에 대한 조망과 분별을 중요하게 말한다. “저는 조감도를 가지고 들어간 것이 아니라 그냥 들어간 것입니다. 그러니 제가 한 설교는 이제 와서 보니 강해설교가 아니라, 성경통독을 한 셈입니다. 그러나 그 시절에 한 설교가 아주 쓸모없지는 않았다는 생각이 듭니다.”

박 목사는 설교에서 가장 중요한 요소를 ‘실존, 공통의 실존에 있는 자의 신앙적 발언’이라고 말한다. 거기에 성경 전체를 아우르는 조망과 분별이 있어야 한다. “단순히 옛날에 누가 이랬다는 식의 인용과 복제가 아닌, 지금 살고 있는 현실의 위협과 도전에 대해 성경이 어떻게 답하느냐를 다루는 것이 설교입니다.”그는 예전 설교에서는 ‘전제’를 자주 놓쳤다고도 고백한다. “기독교 신앙이 내 이해에서 약간 관념화되어 있다는 것을 알았습니다. 그래서 역사성이라는 것을 가장 많이 놓쳤습니다. 역사성이란 내가 누군가의 후손으로 태어났다는 것입니다. 그것은 땅을 사 놓는 것과 그 땅에 씨를 뿌리는 것이 관념 속에서는 충돌되어 보였던 것이지요. 시간적 전후라는 이해를 놓치고 정답을 찾으려 했기에 진전이 아니라 유일함만 정답이 되었습니다.”
- 과거 설교들은 대부분 성경을 교리적으로 가르쳤다”고 하면서, “그러나 설교는 삶의 현장을 도입해야 한다. 모두가 경험하는 것이 뭐냐? 그러면 산다는 게 뭔가? 이런 질문을 끝없이 물어야 한다. 하나님께 묻고 싶다면 ‘왜 이런 식으로 인생을 살게 하세요’라고 질문하라고 한다.[33]
- 설교에서 중요한 건 설교자의 생애이다.
- 설교는 비단 설명이 아닌 ‘자기 인생의 증언'이다.
- 설교는 목회자를 키우는 가장 좋은 방법”이다.
- 설교의 전제로 "성경을 어떤 시각으로 보느냐 하는 것입니다. 성경을 어떻게 해석해야 하느냐, 이 문제에 대한 설교자 자신의 이해와 답변이 설교를 좌지우지 합니다"[34]
- 설교는 하나님이 시키는 것으로 설교의 능력안에서 성도들을 설득하는 행위이다.[35]
- 설교는 목회자를 키우는 가장 좋은 방법이다.
- 설교는 교리와 교훈이 성경본문의 부분으로 알때 재미있다.
- 설교는 믿는 것을 선포하는 것이다.[36]
- 설교는 신학의 싸움이다, 신학이 깊으면 설교가 익는다.
- 설교는 하나님을 대면하고 깊이 알아가는 작업이다.
- 설교는 하나님을 알려주는 것이다.  하나님이 우리 모두의 삶의 정황, 각각에게 창조와 부활의 권능을 갖고 내 형편에 맞게 찾아오신다. 그것을 성도들에게 알려 주는 것이 설교라고 한다.[37]
- 설교는 성도를 성경으로 돌아가게 하는 것이다. <주의 말씀에 둘러싸여>라는 책에서 그에게 설교는 “성도를 성경으로 돌아가게 하는 것”이다. “(설교는) 현실을 살아가는 성도에게 성경에 담긴 분별과 능력을 펼쳐 놓습니다. 보이는 현실이 전부가 아니라는 지혜를 전하며, 하나님이 창조주이자 구원자로서 역사하시는 현장은 다름 아닌 성도의 현실이라는 사실을 실감하게 합니다.”설교는 또 “신앙인들의 서로 다른 현실을 하나님의 통치와 보호라는 큰 그늘 아래 묶는다”. 특정한 역사적 상황 속에 놓인 저마다의 현실은 서로 많이 다르지만, 성경은 인간 누구에게나 공통되는 보편적 주제-현실은 무엇인가? 인생은 답이 있는가? 나는 여기 왜 이렇게 서 있는가? 운명은 누구의 손에 있으며 그것을 어떻게 알 수 있는가?-를 본질적 물음으로 삼는다는 것. 그 물음에 답하는 것이 성경이고, 설교는 성도의 현실 속으로 이 답을 가져온다. “설교는 성경으로 성도의 현실을 해석하고 그 다양한 현실을 성경으로 담아냅니다. 그렇게 성도는 자신의 인생을 살아내도록 격려받고 위로받는 것입니다. 설교를 통해 우리는 보이지 않으나 모든 것의 궁극적 목표와 가치, 그리고 내용을 맛볼 수 있으며, 그것을 실현해 가는 하나님의 능력과 신비를 누리기 시작합니다.”[38]

### 설교자란
- 설교는 설명이 아니라 자기 인생의 증언이다. 그는 말하기를 설교준비에 "새로운 주제가 나오는 경우는 아주 드뭅니다. 대신에 깊어집니다. 같은 본문이 다르게 읽힙니다. 성경을 읽으면 구원과 성화와 신앙생활 속에서 하나님께서 우리를 얼마나 깊고 크게 만드시는가를 더 깊고 무겁게 깨닫게 됩니다. 같은 본문으로 다시 이야기해도, 나이가 들면서 증언과 해석이 더 나아가게 됩니다. 나중에는 더 나아가진 못하더라도 연륜이 쌓여, 평범한 말도 묵직한 증언이 될 것입니다. 설교는 비단 설명이 아닌, 자기 인생의 증언입니다."[39]

설교자로서 자신이 설교에 대한 고뇌와 갈등과 의심이 없는 사람은 없습니다. 믿음의 가장 대표적인 현상은 확신이 아니라 의심입니다. 왜냐하면 믿음이란 약속을 가졌지만 현실로는 이뤄지지 않는 것에 관한 것이기 때문입니다. 아무리 우리가 확신을 가져도 현실로 누릴 수 없기 때문에 늘 마음에 의심이 생기는 것이죠. 이는 설교에서도 마찬가지입니다. 설교는 하나님의 말씀이고 약속입니다. 또한 우리를 향한 하나님의 사랑입니다. 그럼에도 불구하고 그것에 대한 결과와 결실이 금방 눈앞에 나타나거나 보이지 않습니다. 이런 상황 속에서 대부분의 설교자는 자신의 자격과 자질에 대해 의심합니다. 이렇게 자신을 돌아보지만 뚜렷한 답이 없습니다. 따라서 우리는 하나님의 말씀을 증거하는 것이 실력이나 자격에 있지 않는다는 사실을 빨리 깨달아야 합니다. 단지 하나님께서 우리를 사용하시는 것이죠. 부족하고 미천한 자를 들어서 사용하신다는 사실을 잊지 말아야 합니다. 뿐만 아니라 하나님의 작정하심을 따라 결국은 승리할 것을 기억해야 합니다. 따라서 설교자는 끊임없이 믿음과 인내의 싸움을 해야 합니다.
- 설교자는 부르심을 받은자이며 성도들의 삶의 정황속에서 하나님의 창조와 부활의 권능을 알려주는자이다. 다음과 같이 그는 말한다."설교자는 모세처럼 자기 백성 중 하나로 하나님께 부르심을 받는 것입니다. 그래서 설교자는 언제나 청중 가운데 한 사람이요, 때문에 현실을 사는 생활인이라는 점을 놓치지 말아야 합니다. 목사는 그 생활인들과 동등한 조건 속에 있어야 합니다. 삶의 현장이 같아서 부딪히는 도전과 위협과 걱정거리가 같아야 합니다. 사업가, 직장인, 예술가, 직종은 조금씩 다를 순 있지만 본질적으로 부딪히는 질문은 다 같습니다. '어떻게 살아야 하는가' '내 가치는 얼마큼인가' '어느 정도 책임지고 타협하며 살아야 하는가' '무엇에 목숨을 걸어야 하는가' 등입니다. 보통 이것을 감당하지 못해 술을 마시는 것입니다. 맨정신이면 밤새 싸워야 할 일을, 술 취하는 것으로 얼버무리고 내일로 미루며 그렇게 살아가 버리죠.이 모든 이해할 수 없는 이야기들에 대해, 설교 본문을 생생하게 현실로 갖고 들어와서 '하나님께서 이 모든 기회와 조건 속에서 일하신다'는 것을 가르쳐 주면 교인들이 힘을 얻습니다. 하나님께서는 저 건너편에서 승자들과 유능한 자들을 기다리시는 것이 아니라, 우리 모두의 삶의 정황, 각각에게 창조와 부활의 권능을 갖고 찾아오십니다. 내 형편에 맞게 찾아오십니다. 그것을 알려 주는 것이 설교입니다."[41]

### 설교신학
- 개혁신학의 본질을 성경적 이야기로 풀어낸다.
- 철저한 하나님의 중심의 관점으로 기독교의 진리들을 성경으로 유추한다.
- 인간의 무능한 비참함을 예리하게 설파하는 인간론을 강조한다.
- 삶의 현장에서 질문하고 성경에서 그 답을 찾으려는 상관적 신학이다.
- 하나님이 우리 생애 전반에 걸쳐서 나의 편견을 깨뜨리시고 나를 항복시킨다고 강조한다.

### 설교특성
- 성경의 철저한 분석을 통한 현실에 적용을 강조하는 강해설교
- 하나님의 주권을 강조하고 하나님이 나를 찾아오시고 인도하심을 강조하는 설교
- 후련한 청량감과 감동을 주는 설교
- 복음 선포의 대상인 초신자보다는 기존의 신자들의 신앙의 성숙을 위한 신학적 특성을 갖는 설교
- 어려운 신학적 내용의 교리들을 쉽게 풀어서 설득시키는 내용의 설교
- 설교자 자신의 인생을 이해하며 끊임없이 성경으로 답을 찾는 설교
- 신자들의 성화 중심 설교[42]

## 설교준비
평소 강해 설교를 하기 때문에 본문은 항상 정해져 있습니다. 그래서 언제나 다음에 할 설교 본문에 관심이 집중됩니다. 저는 불면증이 있어 밤에 잠을 이루지 못할 때가 많습니다. 하룻밤에도 하나님의 말씀을 가지고 수많은 묵상과 적용으로 나아갑니다. 그래서 하나의 설교 본문에 대한 적용이 열 가지 이상 나오기도 합니다. 이것을 설교 준비 과정을 통해 하나로 추리고 정리하는 작업을 합니다. 즉 설교 준비를 위해 특별한 시간을 따로 정해 놓은 게 아니라 생활 전체가 다음 설교 본문에 집중돼 있다는 뜻입니다. 사실 저에게 설교는 하나님을 대면하고 깊이 알아가는 작업입니다. 따라서 저는 설교가 너무 재미있습니다. 오랜 묵상을 통해 설교를 준비하기에 강단에서 설교 원고를 보는 일이 거의 없습니다.

## 신학의 다양한 주제들

### 기도
- 십자가 중심적 기도.
- 하나님의 사랑을 근거로 기도하며 시간속에서 하나님의 위대하심을 찬양한다.
- 월터 브루지만의 기도에서 좋은 통찰을 얻을 수 있다고 한다.
- 교리를 가지고 기도를 하지말자
- 하나님의 뜻대로 기도하자
- 기도 하는 것은 우리의 마음이 편해지고 문제가 잘 해결되는 것으로 보지 않는다. 오히려 하나님의 일하심이 우리의 기대와 우리의 어떤 안심과 다르다는 것을 아는데까지 가는 것이 기도라고 한다. 하나님의 일하심과 우리의 생각과 기대가 전혀 다르다는 것을 아는 것이라고 한다.
- 기도는 하나님의 마음과 목적으로 오늘의 삶을 살게하였는지를 알고 하나님에게 마음 깊이 항복하는 것이다.
- 하나님의 일하심과 기다리심에 동참하게 되는 것이다.

### 거룩
그의 거룩 개념은 신학자 로완 윌리암스의 견해를 따른다. 박 목사는 “신학자 로완 윌리엄스는 거룩을 세속과의 분리가 아니라 하나님과의 연합으로 봤다”며 “하나님의 거룩은 그분이 우리와 멀리 떨어진 상태로 이해되는 게 아니다. 예수님이 우리에게 직접 찾아오심으로 그분의 거룩이 정의 된다”고 했다.
이어 “우리는 거룩을 신앙에 대해 완벽히 책임지려는 태도보다도, 예수님의 성육신처럼 하나님 아버지를 드러내고 그분의 뜻을 행하러 온 것으로 이해해야한다”며 “하나님은 바로 연합을 통해 우리가 거룩함을 추구할 수 있다고 했다”고 했다.
그러면서 “이는 우리가 하나님께 갚아드리는 의미로서 일을 하는 개념이 아니”라며 “예수님이 세상에 오셔서 죄인을 구하셨고 스스로 죄인이 되셨던 것처럼, 거룩은 성자 예수님의 역할을 짊어지고 세상에 참여하는 것이다. 거룩은 성과 속이라는 분리의 개념이 아니다. 세상의 못 볼 것을 직접 보면서도, 하나님의 은혜와 능력을 덧입어, 세상을 당신의 뜻대로 고치고 회복하라는 뜻으로 살라는 것”이라고 했다.
그는 “하나님은 창조 위에 계시는 초월자시고, 실제적인 역사 안으로 들어오셔서 성자 예수님으로 계셨으며, 지금도 우리와 생애를 함께 하신다”며 “창조주와 심판자이신 하나님은 그렇게 우리의 시간과 육체 속에 들어오셔서 실제적인 역사를 행하시는 분이다. 즉 우리 생애를 통해 성자 예수님이 하신 일과 역할을 우리로 하여금 이어받게 하신다”고 했다.
즉 “하나님은 예수님과 같이 동등한 지위와 역할을 우리에게 맡기신 것이다. 이것이 요한복음 17장이 말하는 바”라며 “혹자는 ‘하나님이 직접 하시면 될 일을 왜 우리에게 맡겨서 고통스럽게 하느냐’고 물을 수 있다. 그러나 우리는 울고 하나님께 기도하며, 슬픔이 곧 기적이고 은혜라는 것을 알게 된다. 하나님이 우리의 비명과 기도를 들으시고 응답하셔서, 우리 발걸음을 복되게 하시기 때문이다. 그렇게 하나님은 거룩하신 분이라고 예수님은 말씀 하신다”고 했다.
박영선 목사는 “예수님이 떠나면 제자들은 목자 잃은 양처럼 될 것이라고 생각하지만, 예수님은 당신의 역할을 우리가 할 수 있다고 말씀 하신다”며 “이는 아버지의 거룩하심과 기쁨이 우리 것이 되게 하시려는 것이다. 하나님이 피조물에게 주신 놀라운 뜻이자 지혜”라고 했다.
박 목사는 “예수 믿는 것이 처음엔 중요한 문턱이다. 하지만, 그 다음 문턱은 쉬운 인생을 살기 원하는 우리를 자빠뜨리는 것과 같다”며 “우리에게 주신 하나님의 위임은 ‘너희는 가서 모든 족속으로 제자삼아 아버지와 아들과 성령의 이름으로 세례를 주고 너희에게 분부한 모든 것을 가르쳐 지키게 하라’다. 예수님은 당신이 이 땅에서 하신 일을 우리에게 하라고 위임하신 것”이라고 했다.
이는 “‘꼭 해야 한다’는 개념이 아니다. 안 하면 바보짓이다. 자기 삶의 현실을 외면하는 것은 드라마 촬영현장에서 배역을 버리고 도망치는 것과 같다”며 “나폴레옹이 유럽을 독점했을 때, 왜 나폴레옹의 군인들은 그토록 용감했을까? 사병이 공을 세우면 장교로 진급시키기 때문”이라고 했다.
그는 “‘우리도 가치가 있다. 제대로 된 보상을 받을 수 있다’는 생각이 나폴레옹 군대를 용감케 했다”며 “나폴레옹 군대처럼 하나님이 거룩하신 뜻 때로 당신의 권능과 기적, 그리고 기쁨과 영광을 우리에게 나누고자 하신다. 그 자리에 부르시고, 그 역할을 우리에게 허락하신다”고 했다.
그러면서 “이 인생을 살아낸다면 고단한 인생이 우리 이해를 뛰어넘어, 모순과 원망이 풀리고 우리 마음에 기쁜 순종과 기대가 자리할 것”이라며 “우리의 기쁨을 아무도 뺏을 수 없다는 순종 속에서 살아갈 수 있다”고 했다.

### 고난
고난극복의 근거에 대하여 말한다. 그는 그리스도인에게 고난은 당연한 일이라고 말한다. 그리스도가 고난을 당했듯이, 고난을 이겨 낼 수 있는 힘은 우리가 구원을 받았다고 하는 놀라운 사실에 근거한다.그는 에베소서 말씀을 인용하여 하나님의 놀라운 구원 계획을 말하고 있으며, 구원은 창세전부터 우리를 위해 주어진 하나님의 섭리와 선물임을 강조한다. 당시 그리스도인들 상황을 말하면서, 고난과 어려운 역경으로 하나님의 자녀 된 것을 포기하지 말고 영원한 대제사장이신 예수 그리스도를 굳게 믿고 달려 나가라고 강조하고 있다.
예수 그리스도께서는 십자가를 지고 수치와 고통 속에 돌아가셔서 우리를 구원하셨을 뿐만 아니라 우리의 영광을 드러내셨다. 우리가 당하는 고난은 우리를 신자답게 만들어 내는 하나님의 지혜이자 사랑이다. 그렇기에 우리는 하나님이 우리를 사랑하시는 방법에 대해 의문을 품어서는 안 될 것이다. 하나님은 고난이라고 하는 도구를 통해 우리를 더욱 사랑하신다. 그런 사랑을 우리 인간의 지혜와 경험으로 어떻게 이해할 수 없다고 한다.

### 인생과 청년
그는 '인생'이라는 주제를 놓고 이렇게 이야기합니다.
 "삶의 목표가 아무리 멋있고 가치 있다고 해도, 그 목표를 향해 가는 길은 때로 신경질 나고 좌절스러우며 허무하게 느껴지는 법이다. 그래도 주저앉아 버릴 수는 없다. 산다는 것은 삶의 궁극적 목표를 향해 가는 이 길을 구부러뜨리지 않고자 부딪히면서 겪는 아픔과 슬픔들을 감내하는 것이다. 삶이란 가만히 앉아서 목표를 확인하고 쳐다보는 것이 아니라 몸소 걸어가는 것이기 때문이다." (56쪽)
그는 ＜흔들어 보기도 하고 거꾸로 쏟아 보기도 하고＞라는 책에서 이 시대 고된 청년들에게 당부합니다. "청년으로 살아가는 것은 쉽지 않습니다. 하지만 어렵다고 외면하거나 도망가는 것으로 자기 인생을 변명해서는 안 됩니다. 후회하고 분노하더라도 그 시간들을 몸소 겪어 나가십시오. 그 과정을 지날 때 맺히는 열매가 있다는 사실을 기억하여 진지하게 이 시간을 살아 내기 바랍니다." (6쪽)

## 평가
성도교회 시절부터 45년 동안 박영선 목사를 지켜 본 안명준 교수는 그의 설교신학은 철저하게 성경본문과 문맥에 충실하며 하나님의 주권과 인간의 무능을 강조한 개혁신학으로 평가한다. 또한 성도의 현실적 삶의 모습을 해부하여 하나님의 주권적 능력의 말씀으로 위로하고 소망을 주는 종말론적 희망의 목회자로 평가한다. 이런 그의 관점들은 끊임없는 독서와 묵상을 통하여 실존적으로 신앙의 본질을 시대에 호응하는 메세지로 창작했다는 것이 가장 중요한 그의 공헌이라고 보았다. 김정훈 교수는 박영선 목사의 설교는 개혁주의 성경 해석원리에 충실한 설교로 본다. 또한 자기만의 독특성 곧 자기만의 체계를 가진 설교로 평가한다. 총신대학교 신대원의 김정우 박사는 박영선의 신학은 인격적인 성화의 삶에 중심이 있다라고 한다. 그는 하나님의 주권과 인간이 책임을 균형 있게 설파하고 특별은총과 일반은총도 완벽하게 적용한다고 평가하였다.
대한성서공회 전 총무 민영진 박사는 “하나님으로부터 메시지를 전달받지 못한 상태에서 설교자가 강단에 오르는 것이 요즘 한국교회의 현실”이라며 “박 목사는 진정한 메시지 전달자로서의 모범을 보여줬다”고 말했다. 윤영탁 합동신학대학원대학교 명예교수는 “박 목사는 성경을 끊임없이 연구하는 설교자이자 말씀실천에 역점을 두는 목회자”라고 하였다. 설교들을 선별하고 다듬은 조주석 영음사 출판국장은 박 목사의 설교를 ‘인격적 설교’라고 표현한다. 신학의 논리로 삶을 강제하는 것이 아니라, 그것이 삶의 과정 속에서 어떻게 녹아나 점차 나의 것으로 되겠는가 하는 방식으로 전달되기 때문이다. 즉 사람이 하나님을 만나는 삶의 현실을 다루고 있고, 그래서 삶을 말하는 ‘내러티브(narrative)’ 형식을 취하고 있다. 조 국장에 따르면 박영선 목사의 설교는 2007년을 기점으로 크게 나뉘고, 그래서 2007년 이전 설교만을 이 선집의 대상으로 삼았다. “2007년 이전 설교에서는 주로 하나님과 한 개인의 관계 문제가 부각되어 나타납니다. 신앙론이든, 성화론이든, 교회론이든 그렇습니다. 물론 그의 설교가 사회나 문화나 국가의 문제를 전혀 대상으로 삼지 않았다는 것은 결코 아닙니다. 그렇더라도 2007년 후로 더 종합적인 세계관이 그의 설교에 서서히 더 드러나고 있는 것은 사실입니다.”라고 평가하였다.

### 박영선 목사에 대한 평가들
박 목사의 신학교 동기인 김정우 총신대 교수는 “박 목사는 특이한 시공관(時空觀)을 가진 사람이었다”면서 “그의 인생 여정에는 비약이나 월반이 없었고 단계마다 치열하게 싸웠으며 그 과정 속에서 믿음과 지혜를 쌓아 충만함을 이뤄냈다”고 회상했다.

후배이며 제자인 안명준 교수는 박영선 목사의 신학과 목회는 사랑의 하나님이 어떻게 그의 사랑하는 백성들을 여러 훈련을 통하여 자신의 계획대로 사용하시고 하나님의 사람들로 만들어가는 것을 설득하는 그의 독특한 신학을 성경을 통하여 역설적 관점에서 풀어주는 설교자, 목회자, 작가, 그리고 기독교 철학자라고 본다.
한편, 한국기독교 시문학을 '신학적 시학'으로까지 발전시킨 역사신학자이자, 시인인 하승무 목사는 박영선 목사를 오늘날 한국교회에서 성경에 가장 정통한 강해설교자 가운데 한사람이며, 서구에 마틴 로이드 존스 목사가 있다면 한국에는 박영선 목사가 있다할 정도로 하나님께서 마지막 시대에 한국교회를 위해 세우신 몇안되는 '말씀의 종'이라고 평가했다. 또한 하 목사는 한번도 박영선 목사를 만난적은 없지만, 한국교회의 대표적인 강해설교자 중에서 가장 존경하는 목회자의 한분이라고 밝혔다.

## 개인사
당구와 테니스를 취미로 가졌다. 당구는 학생시절부터 배운 취미로 50년 이상 했다.

## 주요 저서
- 「하나님의 열심」(1985)
- 「설교자의 열심」(1999)
- 「믿음의 본질」(2001)
- 「성화의 신비」(2006)
- 「우리와 우리 자손들」(2007)

## 참고 문헌
- 김정훈, 박영선 목사의 설교와 성경해석

## 같이 보기
- 성도교회
- 이동원
- 홍정길
- 옥한흠
- 황성철
- 방선기
- 합동신학대학원대학교
- 박윤선
- 신복윤
- 마틴 로이드 존스